# Circumscripció electoral d'Astúries

Circumscripció d'AsturiesCorts Espanyoles* Congrés: 7 diputats (de 350).
- Senat: 4 senadors (de 266).

La província d'Astúries és una de les 52 circumscripcions electorals utilitzades com a districtes electorals des de 1977 per a ambdues cambres de les Corts Generals Espanyoles, el Congrés dels Diputats i el Senat.

## Àmbit de la circumscripció i sistema electoral
Amb virtut dels articles 68.2 i 69.2 de la Constitució Espanyola de 1978 la circumscripció electoral per al cas d'Astúries és la província. El vot és sobre la base de sufragi universal secret. Segons l'article 12 de la constitució, l'edat mínima per votar és de 18 anys.
En el cas del Congrés dels Diputats, el sistema electoral utilitzat és a través d'una llista tancada de representació proporcional amb el escons assignats usant el mètode D'Hondt. Per a poder competir per a l'assignació d'escons les llistes electorals necessiten comptar amb el 3% o més de totes els vots vàlids, inclosos els vots en blanc; tot i que en ser una circumscripció de mida mitjana el llindar real per a tenir opcions d'aconseguir un escó és més elevat. En el cas del Senat, el sistema electoral segueix l'escrutini majoritari plurinominal. Es trien quatre senadors i els partits poden presentar un màxim de tres candidats. Cada elector pot escollir fins a tres senadors, pertanyin o no a la mateixa llista. Els quatre candidats més votats són escollits.
A les eleccions autonòmiques es divideix en tres circumscripcions electorals. En totes elles s'utilitza un sistema proporcional utilitzant el mètode D'Hontd amb llistes tancades.

## Elegibilitat
L'article 67.1 de la Constitució espanyola prohibeix ser simultàniament membre del Congrés dels Diputats i d'un parlament autonòmic, la qual cosa significa que els candidats han de renunciar al càrrec si són triats per a un parlament autonòmic. No existeix una incompatibilitat similar amb el cas dels senadors. L'article 70 aplica també la inelegibilitat dels magistrats, jutges i fiscals en actiu, el Defensor del Poble, militars en servei, els agents de policia en actiu i els membres del tribunal constitucional i de les juntes electorals.

## Nombre de diputats
A les eleccions generals de 1977, 1979 i 1982 es van triar en la llavors denominada província d'Oviedo 10 diputats. Aquesta xifra es va reduir a 9 en les eleccions generals de 1986. Va perdre un nou escó en 2004, quedant en 8 escons. En les de 2019, Astúries perd un nou diputat, quedant la seva representació al Congrés dels Diputats reduïda a 7 escons.
La llei electoral espanyola especifica que totes les províncies tenen dret a un mínim de 2 escons, amb els 248 escons restants prorratejats d'acord a la població. Aquesta normativa s'explica detalladament a la llei electoral de 1985 (Llei Orgànica del Règim Electoral General). L'efecte pràctic d'aquesta llei ha estat la de les províncies de menys població estiguin sobrerrepresentadas a costa de les províncies més poblades.
Al 2008 per exemple a Espanya hi havia 35.073.179 votants, la qual cosa dona una ràtio de 100.209 votants per diputat. No obstant això, a Astúries el nombre de votants per diputat va ser de 122.685. Els menors ràtios es troben a les províncies menys poblades, amb 38.071 i 38.685 respectivament per a Terol i Soria.

## Congrés dels Diputats

### Diputats obtinguts per partit (1977-2019)
| Candidatura | Candidatura                       | Candidatura | 1977 | 1979 | 1982 | 1986 | 1989 | 1993 | 1996 | 2000 | 2004 | 2008 | 2011 | 2015 | 2016 | 2019 (I) | 2019 (II) |
| ----------- | --------------------------------- | ----------- | ---- | ---- | ---- | ---- | ---- | ---- | ---- | ---- | ---- | ---- | ---- | ---- | ---- | -------- | --------- |
|             | Partit Socialista Obrer Español   | PSOE        | 4    | 4    | 6    | 5    | 4    | 4    | 4    | 3    | 4    | 4    | 3    | 2    | 2    | 3        | 3         |
|             | Partit Popular                    | PP          | 1*   | 1*   | 3*   | 2*   | 3    | 4    | 4    | 5    | 4    | 4    | 3    | 3    | 3    | 1        | 2         |
|             | Fòrum Astúries                    | FORO        |      |      |      |      |      |      |      |      |      |      | 1    | 3    | 3    | 1        | 2         |
|             | Esquerra Unida                    | IU          | 1*   | 1*   | 1*   | 1    | 1    | 1    | 1    | 1    | 0    | 0    | 1    | 0    | 2*   | 1*       | 1*        |
|             | Podemos                           | PODEMOS     |      |      |      |      |      |      |      |      |      |      |      | 2    | 2*   | 1*       | 1*        |
|             | Unió de Centre Democràtic         | UCD         | 4    | 4    |      |      |      |      |      |      |      |      |      |      |      |          |           |
|             | Ciutadans-Partit de la Ciutadania | Cs          |      |      |      |      |      |      |      |      |      |      |      | 1    | 1    | 1        | 0         |
|             | Vox                               | VOX         |      |      |      |      |      |      |      |      |      |      |      | 0    | 0    | 1        | 1         |
|             | Centre Democràtic i Social        | CDS         |      |      |      | 1    | 1    |      |      |      |      |      |      |      |      |          |           |
| Total       | Total                             | Total       | 10   | 10   | 10   | 9    | 9    | 9    | 9    | 9    | 8    | 8    | 8    | 8    | 8    | 7        | 7         |

- A les Eleccions generals de 1977, el Partit Popular es va presentar com a Aliança Popular (AP). Esquerra Unida (IU) es va presentar en coalició amb el Partit Comunista d'Espanya (PCE).
- A les Eleccions generals de 1979, el Partit Popular es va presentar com a Coalició Democràtica (CD). Esquerra Unida (IU) es va presentar en coalició amb el Partit Comunista d'Espanya (PCE).
- A les Eleccions generals de 1982, el Partit Popular es va presentar com a Aliança Popular-Partit Demòcrata Popular (AP-PDP). Esquerra Unida (IU) es va presentar en coalició amb el Partit Comunista d'Espanya (PCE).
- A les Eleccions generals de 1986, el Partit Popular es va presentar com a Coalició Popular (CP).
- A les Eleccions generals de 2016, Esquerra Unida (IU) i Podemos es van presentar en coalició com Unidos Podemos (PODEMOS-IU-EQUO).
- A les Eleccions generals d'abril de 2019, Esquerra Unida (IU) i Podemos es van presentar en coalició com Unides Podemos (PODEMOS-IU-EQUO).

## Diputats triats

### Diputats triats per a la Legislatura Constituent
| Partits i coalicions | Partits i coalicions                   | Vots    | %       | Escons | Membres electes                                                                                 |
| -------------------- | -------------------------------------- | ------- | ------- | ------ | ----------------------------------------------------------------------------------------------- |
|                      | Partit Socialista Obrer Español (PSOE) | 182.850 | 31,84 % | 4      | Luis Gómez Llorente Emilio Barbón Martínez Honorio Díaz Díaz José Manuel Palacio Álvarez        |
|                      | Unió de Centre Democràtic (UCD)        | 177.843 | 30,87 % | 4      | Alfredo Prieto Valent, Emilio García-Pumarino Ramos, Luis Vega i Escandón, Ricardo León Herrero |
|                      | Aliança Popular (AP)                   | 77.932  | 13,53 % | 1      | Juan Luis de la Vallina Velarde                                                                 |
|                      | Partit Comunista d'Espanya (PCE)       | 60.297  | 10,47 % | 1      | Dolores Ibárruri Gómez                                                                          |

### Diputats triats per a la I Legislatura
| Partits i coalicions | Partits i coalicions                   | Vots    | %       | Escons | Membres electes                                                                                             |
| -------------------- | -------------------------------------- | ------- | ------- | ------ | --- |
|                      | Partit Socialista Obrer Español (PSOE) | 200.346 | 37,28 % | 4      | Luis Gómez Llorente, Pedro de Silva Cienfuegos-Jovellanos, Jesús Sanjurjo González, Avelino Pérez Fernández |
|                      | Unió de Centre Democràtic (UCD)        | 177.459 | 33,02 % | 4      | Rafael Calvo Ortega, Emilio García-Pumarino Ramos, Luis Vega i Escandón, Ricardo León Herrero               |
|                      | Partit Comunista d'Espanya (PCE)       | 73.744  | 13,72 % | 1      | Horaci Fernández Inguanzo                                                                                   |
|                      | Coalició Democràtica (CD)              | 46.365  | 8,63 %  | 1      | Juan Luis de la Vallina Velarde                                                                             |

### Diputats triats per a la II Legislatura
| Partits i coalicions | Partits i coalicions                              | Vots    | %       | Escons | Membres electes |
| -------------------- | ------------------------------------------------- | ------- | ------- | ------ | --- |
|                      | Partit Socialista Obrer Español (PSOE)            | 339.575 | 52,13 % | 6      | Pedro de Silva Cienfuegos-Jovellanos*, Luis Martínez Noval, Marcelo Palacios Alonso, Álvaro Cuesta Martínez, Francisco González Zapico, Ludivina García Arias |
|                      | Aliança Popular-Partit Demòcrata Popular (AP-PDP) | 181.965 | 27,94 % | 3      | Juan Luis de la Vallina Velarde (AP), José Arturo Talli Mier (AP), Luis Vega Escandón (PDP)                                                                   |
|                      | Partit Comunista d'Espanya (PCE)                  | 53.017  | 8,14 %  | 1      | Horaci Fernández Inguanzo |

substituït al maig de 1983 per José Manuel González García

### Diputats triats per a la III Legislatura
| Partits i coalicions | Partits i coalicions                   | Vots    | %       | Escons | Membres electes |
| -------------------- | -------------------------------------- | ------- | ------- | ------ | --- |
|                      | Partit Socialista Obrer Español (PSOE) | 278.946 | 45,99 % | 5      | Luis Martínez Noval, Marcelo Palacios Alonso, Álvaro Cuesta Martínez, Francisco González Zapico, José Manuel González García |
|                      | Coalició Popular (CP)                  | 165.071 | 27,22 % | 2      | Francisco Álvarez-Cascos Fernández (AP), Juan Luis de la Vallina Velarde (AP)                                                |
|                      | Centre Democràtic i Social (CDS)       | 79.788  | 13,16 % | 1      | Alejandro Rebollo Álvarez-Amandi                                                                                             |
|                      | Esquerra Unida (IU)                    | 55.881  | 9,21 %  | 1      | Manuel García Fonseca |

### Diputats triats per a la IV Legislatura
| Partits i coalicions | Partits i coalicions                   | Vots    | %       | Escons | Membres electes                                                                                   |
| -------------------- | -------------------------------------- | ------- | ------- | ------ | ------------------------------------------------------------------------------------------------- |
|                      | Partit Socialista Obrer Español (PSOE) | 248.584 | 40,56 % | 4      | Luis Martínez Noval, Marcelo Palacios Alonso, Álvaro Cuesta Martínez, José Manuel González García |
|                      | Partit Popular (PP)                    | 162.590 | 26,53 % | 3      | Francisco Álvarez-Cascos Fernández, Juan Luis de la Vallina Velarde, Pedro Martínez Arévalo       |
|                      | Esquerra Unida (IU)                    | 95.494  | 15,58 % | 1      | Manuel García Fonseca                                                                             |
|                      | Centre Democràtic i Social (CDS)       | 76.643  | 12,51 % | 1      | Alejandro Rebollo Álvarez-Amandi                                                                  |

### Diputats triats per a la V Legislatura
| Partits i coalicions | Partits i coalicions                   | Vots    | %       | Escons | Membres electes |
| -------------------- | -------------------------------------- | ------- | ------- | ------ | --- |
|                      | Partit Socialista Obrer Español (PSOE) | 271.877 | 39,32 % | 4      | Luis Martínez Noval, Marcelo Palacios Alonso, Álvaro Cuesta Martínez, José Manuel González García                                  |
|                      | Partit Popular (PP)                    | 258.355 | 37,37 % | 4      | Francisco Álvarez-Cascos Fernández, Mercedes Fernández González, Antonio Landeta i Álvarez-Valdés, Juan Luis de la Vallina Velarde |
|                      | Esquerra Unida (IU)                    | 106.757 | 15,44 % | 1      | Manuel García Fonseca* |

substituït al setembre de 1995 per Mariano César Santiso de la Vall.

### Diputats triats per a la VI Legislatura
| Partits i coalicions | Partits i coalicions                   | Vots    | %       | Escons | Membres electes |
| -------------------- | -------------------------------------- | ------- | ------- | ------ | --- |
|                      | Partit Popular (PP)                    | 297.079 | 41,03 % | 4      | Francisco Álvarez-Cascos Fernández, Mercedes Fernández González, Alicia Castro Masaveu, Antonio Landeta Álvarez-Valdés |
|                      | Partit Socialista Obrer Español (PSOE) | 288.558 | 39,85 % | 4      | Luis Martínez Noval, Gustavo Suárez Pertierra, Álvaro Cuesta Martínez, Javier Fernández Fernández*                     |
|                      | Esquerra Unida                         | 112.339 | 15,51 % | 1      | Mariano César Santiso de la Vall                                                                                       |

substituït per José Alberto Pérez Cueto el 22 de juliol de 1999.

### Diputats triats per a la VII Legislatura
| Partits i coalicions | Partits i coalicions                   | Vots    | %       | Escons | Membres electes |
| -------------------- | -------------------------------------- | ------- | ------- | ------ | --- |
|                      | Partit Popular (PP)                    | 302.626 | 46,33 % | 5      | Francisco Álvarez-Cascos Fernández, Alicia Castro Masaveu, Mercedes Fernández González*, Isidro Fernández Fregada, Juan Ángel Bustillo Gutiérrez |
|                      | Partit Socialista Obrer Español (PSOE) | 241.830 | 37,02 % | 3      | Luis Martínez Noval**, Ludivina García Arias, Celestino Suárez González                                                                          |
|                      | Esquerra Unida (IU)                    | 67.024  | 10,26 % | 1      | Gaspar Llamazares Blat |

substituïda al maig del 2000 per Gervasio Acevedo Fernández
*substituït al desembre de 2000 per Álvaro Cuesta Martínez

### Diputats triats per a la VIII Legislatura
| Partits i coalicions | Partits i coalicions                   | Vots    | %       | Escons | Membres electes                                                                                                  |
| -------------------- | -------------------------------------- | ------- | ------- | ------ | --- |
|                      | Partit Popular (PP)                    | 300.791 | 43,89 % | 4      | Alicia Castro Masaveu, Isidro Fernández Fregada, Leopoldo Bertrand de la Riera, José Avelino Sánchez Menéndez    |
|                      | Partit Socialista Obrer Español (PSOE) | 295.787 | 43,16 % | 4      | Álvaro Cuesta Martínez, María Luisa Carcedo Roces, Celestino Suárez González, María Virtuts Monteserín Rodríguez |

### Diputats triats per a la IX Legislatura
| Partits i coalicions | Partits i coalicions                   | Vots    | %       | Escons | Membres electes                                                                                                   |
| -------------------- | -------------------------------------- | ------- | ------- | ------ | --- |
|                      | Partit Socialista Obrer Español (PSOE) | 326.477 | 46,93 % | 4      | Álvaro Cuesta Martínez, María Luisa Carcedo Roces*, Celestino Suárez González, María Virtuts Monteserín Rodríguez |
|                      | Partit Popular (PP)                    | 289.305 | 41,58 % | 4      | Gabino de Lorenzo Ferrera**, Isidro Fernández Fregada, María del Pilar Fernández Pardo, Jaime Regnessis García    |

substituïda al maig de 2008 per Hugo Alfonso Morán Fernández.
*no va prendre possessió; substituït per María del Carmen Rodríguez Maniega

### Diputats triats per a la X Legislatura
| Partits i coalicions | Partits i coalicions                   | Vots    | %       | Escons | Membres electes                                                                                  |
| -------------------- | -------------------------------------- | ------- | ------- | ------ | ------------------------------------------------------------------------------------------------ |
|                      | Partit Popular (PP)                    | 222.179 | 35,41 % | 3      | María Mercedes Fernández González*, Ovidio Sánchez Díaz, María del Carmen Rodríguez Maniega      |
|                      | Partit Socialista Obrer Español (PSOE) | 183.170 | 29,19 % | 3      | Antonio Ramón María Trevín Lombán, María Luisa Carcedo Roces, María Virtuts Monteserín Rodríguez |
|                      | Fòrum de Ciutadans (FAC)               | 92.549  | 14,75 % | 1      | Enrique Álvarez Sostres                                                                          |
|                      | Esquerra Unida (IU)                    | 83.312  | 13,27 % | 1      | Gaspar Llamazares Blat                                                                           |

substituïda al febrer de 2012 per María dels Àngels Fernández-Ahúja García.

### Diputats triats per a la XI Legislatura
| Partits i coalicions | Partits i coalicions                      | Vots    | %       | Escons | Membres electes                                                                                 |
| -------------------- | ----------------------------------------- | ------- | ------- | ------ | ----------------------------------------------------------------------------------------------- |
|                      | Partit Popular - Fòrum Astúries (PP-FORO) | 186.586 | 30,15 % | 3      | Susana López Llauris (PP), Isidro Manuel Martínez Oblanca (Fòrum), José Ramón García Cañal (PP) |
|                      | Partit Popular - Fòrum Astúries (PP-FORO) | 186.586 | 30,15 % | 3      | Susana López Llauris (PP), Isidro Manuel Martínez Oblanca (Fòrum), José Ramón García Cañal (PP) |
|                      | Partit Socialista Obrer Español (PSOE)    | 144.017 | 23,27 % | 2      | Adriana Llastra Fernández, Antonio Ramón María Trevín Lombán                                    |
|                      | Podemos                                   | 132.007 | 21,33 % | 2      | Sofia Fernández Castañón Segon González García                                                  |
|                      | Ciutadans (Cs)                            | 83.885  | 13,56 % | 1      | José Ignacio Prens Prens                                                                        |

### Diputats triats per a la XII Legislatura
| Partits i coalicions |                                           | Vots    | %       | Escons | Membres electes                                                                                 |
| -------------------- | ----------------------------------------- | ------- | ------- | ------ | ----------------------------------------------------------------------------------------------- |
|                      | Partit Popular - Fòrum Astúries (PP-FORO) | 207.811 | 35,28 % | 3      | Susana López Llauris (PP), Isidro Manuel Martínez Oblanca (Fòrum), José Ramón García Cañal (PP) |
|                      | Partit Popular - Fòrum Astúries (PP-FORO) | 207.811 | 35,28 % | 3      | Susana López Llauris (PP), Isidro Manuel Martínez Oblanca (Fòrum), José Ramón García Cañal (PP) |
|                      | Partit Socialista Obrer Español (PSOE)    | 146.336 | 24,84 % | 2      | Adriana Llastra Fernández, Antonio Ramón María Trevín Lombán                                    |
|                      | Units Podemos (Podemos-IU-Equo-IAS-CLIAS) | 140.058 | 23,78 % | 2      | Sofia Fernández Castañón Segon González García                                                  |
|                      | Ciutadans (Cs)                            | 74.370  | 12,63 % | 1      | José Ignacio Prens Prens                                                                        |

## Senat

### Senadors obtinguts per partit (1977-2019)
| Candidatura | Candidatura                     | Candidatura | 1977 | 1979 | 1982 | 1986 | 1989 | 1993 | 1996 | 2000 | 2004 | 2008 | 2011 | 2015 | 2016 | 2019 (I) | 2019 (II) |
| ----------- | ------------------------------- | ----------- | ---- | ---- | ---- | ---- | ---- | ---- | ---- | ---- | ---- | ---- | ---- | ---- | ---- | -------- | --------- |
|             | Partit Socialista Obrer Español | PSOE        | 3    | 3    | 3    | 3    | 3    | 3    | 1    | 1    | 1    | 3    | 1    | 1    | 1    | 3        | 3         |
|             | Partit Popular                  | PP          | 0*   | 0    | 1*   | 1*   | 1    | 1    | 3    | 3    | 3    | 1    | 3    | 3*   | 3*   | 1*       | 1*        |
|             | Unió de Centre Democràtic       | UCD         | 1    | 1    | 0    |      |      |      |      |      |      |      |      |      |      |          |           |
| Total       | Total                           | Total       | 4    | 4    | 4    | 4    | 4    | 4    | 4    | 4    | 4    | 4    | 4    | 4    | 4    | 4        | 4         |

- A les Eleccions generals de 1977, el Partit Popular es va presentar com a Aliança Popular (AP).
- A les Eleccions generals de 1982, el Partit Popular es va presentar com a Aliança Popular-Partit Demòcrata Popular (AP-PDP).
- A les Eleccions generals de 1986, el Partit Popular es va presentar com a Coalició Popular (CP).
- Des de les Eleccions generals de 2015, el Partit Popular es presenta en coalició amb Fòrum Astúries (FAC).